# 275 v.Chr.
Het jaar 275 v.Chr. is een jaartal volgens de christelijke jaartelling.

## Gebeurtenissen

### Italië
- Manius Curius Dentatus en Cornelius Lentulus Caudinus zijn consul in het Imperium Romanum.
- Slag bij Beneventum: De Romeinen verslaan in het heuvelachtig gebied van Campania nabij Benevento, het expeditieleger van Pyrrhus van Epirus. In de veldslag worden de krijgsolifanten van Pyrrhus beschoten met brandende pijlen en de wilde dieren bestormen de Macedoniërs.
- In Syracuse komt Hiëro II als tiran aan de macht, Pyrrhus van Epirus trekt zich terug uit Zuid-Italië.
- Rome sluit een bondgenootschap met de stad Elea.

### Midden-Oosten
- De havenstad Berenike aan de Rode Zee wordt gesticht door Ptolemaios II Filadelfos.

## Geboren
- Rhyanus (~275 v.Chr. - ~195 v.Chr.), Grieks dichter
- Quintus Fabius Maximus Cunctator (~275 v.Chr. - ~203 v.Chr.), Romeins consul en veldheer